# Scopelopsis multipunctatus
Scopelopsis multipunctatus és una espècie de peix de la família dels mictòfids i de l'ordre dels mictofiformes.

## Morfologia
- Els mascles poden assolir 8,1 cm de longitud total.[2][3]

## Reproducció
És sexualment madur a partir dels 62 mm de llargària.

## Hàbitat
És un peix marí i d'aigües profundes que viu entre 3-2.000 m de fondària.

## Distribució geogràfica
Es troba a l'Atlàntic, l'Índic i el Pacífic.